# Le Courrier de Saint-Grégoire
Le Courrier de Saint-Grégoire est une revue musicale électronique publiée par l'Académie de musique Saint-Grégoire à Tournai en Belgique.

## Présentation
Le Courrier de Saint-Grégoire est une revue musicale publiée par l'Académie de Musique Saint-Grégoire à Tournai. Créée en 2012 à l'initiative de Stéphane Detournay (directeur de l'établissement), elle traite de sujets musicaux, historiques et esthétiques. Elle tire son titre du nom de l'établissement – l'Académie de Musique Saint-Grégoire à Tournai (de son orientation musicale envers le répertoire classique, contemporain sans oublier son intérêt vers le répertoire de musique sacrée). Elle renvoie également à une revue plus ancienne du même nom (disparue depuis près d'un siècle et publiée à Liège) qui constituait, avec la revue Musica Sacra, l'une des deux publications belges consacrées à la musique sacrée. Dans son ancienne version, le Courrier de Saint-Grégoire avait fait appel à une personnalité tournaisienne d'envergure, le chanoine Nicolas Joachim, musicographe, compositeur et directeur de la Maîtrise de la cathédrale Notre-Dame de Tournai (directeur de cette revue de 1906 à 1914).

## Thèmes abordés
Les thèmes abordés se répartissent en plusieurs catégories :
Histoire musicale : 
Ce domaine traite de sujets divers. S'y retrouve, par exemple, l'histoire de l'École Saint-Grégoire à Tournai (Institut de Musique Sacrée lié au Mouvement Cécilien) et de ses réalisations, depuis la "re-crétation" au XIXe siècle de la célèbre Messe de Tournay (première Messe polyphonique d'Occident datée du XIIIe siècle) jusqu'à ses apports musicaux, pédagogiques et culturels contemporains.
Des articles sont également consacrés à des musiciens connus ou moins connus qui, pour certains, sont liés à l'histoire de l'Académie ou ont manifesté leur intérêt et leur soutien : Jean Absil, Henri Barbier, César Franck, Abel Delzenne, André Dumortier, Pierre Froidebise, Maurice Guillaume, Nicolas Joachim, Jeanne Joulain.
Compositeurs et interprètes : 
Divers articles sont consacrés à des figures majeures de la musique française et belge du XXe siècle, généralement en lien avec l'orgue et son répertoire ou la musicologie : Nadia Boulanger, Jeanne Demessieux, Marcel Dupré, Rolande Falcinelli, Jean Guillou, Harry Halbreicht, Daniel Roth, Charles Tournemire. Ou d'autres pays européens (de l'Est) ou du Moyen-Orient : Victor Kalabis, Suzana Ruzikova, Komitas.

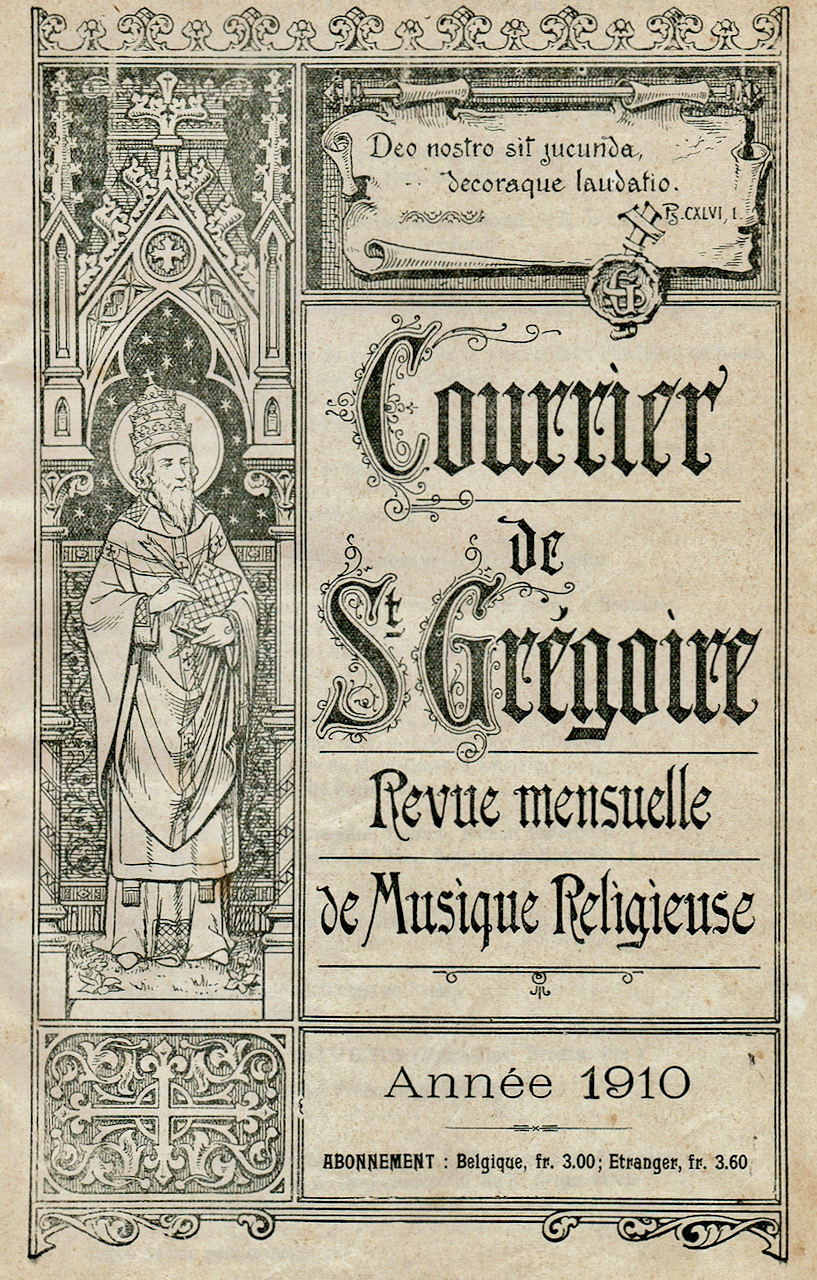
Page-titre de l'ancienne revue "Courrier de Saint-Grégoire" (1910)

Esthétique et ethnologie musicale :
Les thèmes de l'actualité esthétiques sont abordés, afin de mieux cerner les enjeux artistiques du monde contemporain : l'évolution herméneutique depuis les années 1960 – avant-garde, "interprétation historiquement justifiée" (nouvelle appellation du mouvement "baroqueux"), postmodernisme –, la Tradition et la Modernité, la mission de l'interprète, la place de la Mémoire.
Sont abordées aussi les questions de l'art en lien avec le symbole, de la spiritualité, et l'importance décisive de l'anthropologie musicale face aux tragédies et aux espoirs du monde moderne.

## Articles
Liste non exhaustive

### Musiciens (interprètes, compositeurs, musicologues)
- Jean Absil, in : Le Courrier de Saint-Grégoire n°93, 2020-21/VI[8].
- Nadia Boulanger : une leçon de musique, in : Le Courrier de saint-Grégoire n°82, 2019-20/III.
- Bach et Buxtehude, in : Le Courrier de Saint-Grégoire n°70, 2018-19/I.

- Jeanne Demessieux, in : Le Courrier de Saint-Grégoire n°71, 2018-19/II[9].
- Marcel Dupré, in : Le Courrier de Saint-Grégoire n°94, 2020-21/VII[10].
- Pour un centenaire : à propos de Rolande Falcinelli, in : Le Courrier de Saint-Grégoire n°89, 2020-21/II[11].

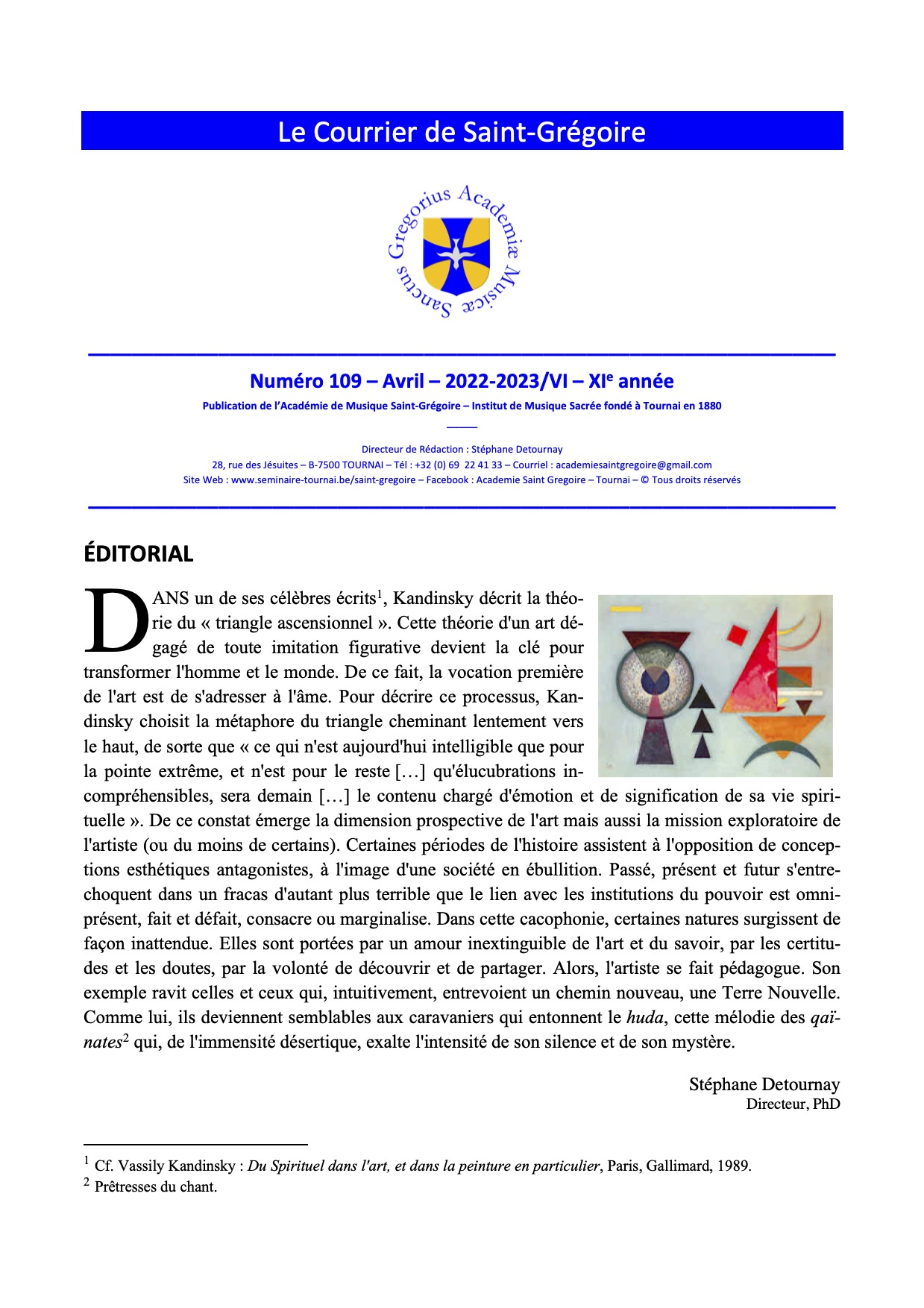
Page-titre de la nouvelle revue "Le Courrier de Saint-Grégoire" (2023)

- Page-titre de la nouvelle revue "Le Courrier de Saint-Grégoire" (2023)Kathleen Ferrier : la voix de l'émotion, in : Le Courrier de Saint-Grégoire n°90, 2020-21/III.
- Pierre Froidebise ou la musique révélée, in : Le Courrier de Saint-Grégoire n°109, 2022-23/VI[12].
- Sofia Goubaïdoulina ou la musique entre primitivisme, modernité et résistance, in : Le Courrier de Saint-Grégoire n°126, 2024-25/VII.
- Maurice Guillaume, in : Le Courrier de Saint-Grégoire n°95, 2020-21-VIII[13].
- Jean Guillou, in : Le Courrier de Saint-Grégoire n°78, 2018-19/IX[14].
- Harry Halbreicht, musicologue engagé, in : Le Courrier de Saint-Grégoire n°80, 2019-20/I.
- Carlo Hommel ou la vocation de Cantor Dei, in : Le Courrier de Saint-Grégoire n°113, 2023/24/II[15].
- Camille Jacquemin ou les voix de la grâce, in : Le Courrier de Saint-Grégoire n°111, 2022-23/VIII[16].
- Joseph Jongen : les échos mosans du post-romantisme, in : Le Courrier de Saint-Grégoire n°112, 2023-24/I[17].
- Jeanne Joulain, in : Le Courrier de Saint-Grégoire n°85, 2019-20/VI.
- Viktor Kalabis, musicologue et compositeur tchèque, in : Le Courrier de Saint-Grégoire n°100, 2021-2022/V.
- Guillaume Lekeu, in : Le Courrier de Saint-Grégoire n°87, 2019-20/VIII.
- Daniel Roth, organiste de Saint-Sulpice, in : Le Courrier de Saint-Grégoire n°87, 2019-20/VIII.
- Zuzana Ruzickova, interprète de la résilience, in : Le Courrier de Saint-Grégoire n°100, 2021-22/V[18].
- Hubert Schoonbroodt, in : Le Courrier de Saint-Grégoire n°57, 2016-17/VI.
- Charles Tournemire, in : Le Courrier de Saint-Grégoire n°84, 2019-20/V.
- Louis Vierne, in : Le Courrier de Saint-Grégoire n°88, 2020-21/I[19].
- Helmut Walcha : un musicien aux sources de l'inspiration luthérienne, in : Le Courrier de Saint-Grégoire n°97, 2021-22/II.

#### Musique à Tournai
- Henri Barbier, la musique en partage, in : Le Courrier de Saint-Grégoire n°96, 2021-22/I[20].
- Abel Debourle, organiste et compositeur, in : Le Courrier de Saint-Grégoire n°116, 2023-24/V[21].
- Le chanoine Abel Delzenne, musicien pour l'Église, in : Le Courrier de Saint-Grégoire n°91, 2020-21/IV[22].
- André Dumortier, architecte et poète du clavier, in : Le Courrier de Saint-Grégoire n°98, 2021-22/III[23].
- L'orgue de salon du docteur Vermaut, in : Le Courrier de Saint-Grégoire n°102, 2021-22/VII.
- Nicolas Joachim, musicographe méconnu, in : Le Courrier de Saint-Grégoire n°103, 2021-22/VIII[24].
- Jean Noté, baryton et philanthrope, in : Le Courrier de Saint-Grégoire n°110, 2022-23/VII[25].
- Une rencontre musicale à Tournai : César Franck et le Quatuor Ysaÿe, in : Le Courrier de Saint-Grégoire n°104, 2022-23/I[26].
- Alphonse Stiénon du Pré : esthète, mécène et homme politique, in : Le Courrier de Saint-Grégoire n°106, 2022-23/III[27].
- La Société de Musique de Tournai (1888-1938), in : Le Courrier de Saint-Grégoire n°119, 2023-24/VIII[28].
- Les Matinées de Saint-Grégoire (1948-1963), in : Le Courrier de Saint-Grégoire n°124, 2024-25/V[29].

### Ethnologie musicale
- Komitas, le chantre de l'arménité, in : Le Courrier de Saint-Grégoire n°92, 2020-21/V[30].
- La musique ukrainienne, paradigme identitaire d'une nation ?, in : Le Courrier de Saint-Grégoire n°101, 2021-22/VI[31].
- Portrait d'un ethnomusicologue : Alain Desjacques, in : Le Courrier de Saint-Grégoire n°105, 2022-23/II[32].
- La musique et la question coloniale : rappel, enjeux et perspectives, in : Le Courrier de Saint-Grégoire n°117, 2024-25/VI[33].
- Visages de la musique tchèque, in : Le Courrier de Saint-Grégoire n°120, 2024-2025/I[34].

### Histoire musicale
- Sainte Cécile, une patronne pour les musiciens, in : Le Courrier de Saint-Grégoire n°8, 2012-13/I.
- Histoire d'une résurrection [à propos de la re-création de la Messe de Tournay aux temps modernes], in : Le Courrier de Saint-Grégoire n°48, 2015-16/VI.
- Saint-Grégoire : un anniversaire et  une histoire (première partie), in : Le Courrier de Saint-Grégoire n°61, 2017-18/I.

- Saint-Grégoire : un anniversaire et  une histoire (deuxième partie), in : Le Courrier de Saint-Grégoire n°62, 2017-18/II.
- La Messe de Tournay, in : Le Courrier de Saint-Grégoire n°48, 2015-16/VI.
- François Couperin et les Leçons de Ténèbres, in : Le Courrier de Saint-Grégoire n°65, 2017-18/V.

### Clavecin
- Le Petit Livre d'Anna Magdalena Bach, in : Le Courrier de Saint-Grégoire n°2, 2011-12/II.
- Musique… Entre Traités et Méthodes, in : Le Courrier de Saint-Grégoire n°11, 2012-13/IV.
- La musique ibérique pour clavecin, in : Le Courrier de Saint-Grégoire n°22, 2013-14/V.
- À la découverte de la basse obstinée, in : Le Courrier de Saint-Grégoire n°34, 2014-15/V.
- Autour des Variations Goldberg, in : Le Courrier de Saint-Grégoire n°45, 2015-16/III.
- Une musique inspirée par la mythologie, in : Le Courrier de Saint-Grégoire n°55, 2016-17/IV.
- Autour du Mikrokosmos, in : Le Courrier de Saint-Grégoire n°74, 2018-19/V.
- Quatre fils compositeurs, in : Le Courrier de Saint-Grégoire n°83, 2019-20/IV.
- François Couperin, le Maître du clavecin à la Cour de Louis XIV, in : Le Courrier de Saint-Grégoire n°99, 2021-22/IV.
- Le clavecin, entre éclipse et renaissance, in : Le Courrier de Saint-Grégoire n°107, 2022-23/IV[35].
- Rolande Falcinelli et le clavecin, in : Le Courrier de Saint-Grégoire n°107, 2022-23/IV[35].

### Voix

#### Mélodie
- Melodias espagnolas, in : Le Courrier de Saint-Grégoire n°24, 2013-14/VII.

#### Opéra
- Don Giovanni : du mythe au chef-d'œuvre, in : Le Courrier de Saint-Grégoire n°22, 2013-14/V.
- L'elisir d'amore : philtre, amour et musique, in : Le Courrier de Saint-Grégoire n°30, 2014-15/I.
- Le Vaisseau fantôme, in : Le Courrier de Saint-Grégoire n°56, 2016-17/V.
- Otello, in : Le Courrier de Saint-Grégoire n°59, 2016-17/VIII.
- Tosca, in : Le Courrier de Saint-Grégoire n°64, 2017-18/IV.
- La Traviata, in : Le Courrier de Saint-Grégoire n°73, 2018-19/IV.

### Carillon
- Un beffroi et son carillon [Tournai], in : Le Courrier de Saint-Grégoire n°27, 2013-14/X.

### Orgue

#### Évocation, histoire, littérature, imaginaire, création (installation)
- Échos de la cathédrale engloutie (éd), in : Le Courrier de Saint-Grégoire n°68, 2017-18/VIII.

- La mosaïque de Nennig, in : Le Courrier de Saint-Grégoire n°72, 2018-19/III.
- L'orgue François-Henri Clicquot de Souvigny : une évocation littéraire, in : Le Courrier de Saint-Grégoire n°74, 2018-19/V.

- La palette merveilleuse, in : Le Courrier de Saint-Grégoire n°78, 2018-19/IX.
- Les orgues marines de Zadar, in : Le Courrier de Saint-Grégoire n°79, 2018-19/I.
- Le Château-Cathédrale du Baron Albert de l'Espée, in : Le Courrier de Saint-Grégoire n°89, 2020-20/II[11].

#### Instruments
- L'orgue de la collégiale Saint-Pierre à Leuze-en-Hainaut, in : Le Courrier de Saint-Grégoire n°16, 2012-13/IX.
- Un orgue Schyven à Antoing, in : Le Courrier de Saint-Grégoire n°33, 2014-15/IV.
- La Philharmonie de Paris inaugure son orgue, in : Le Courrier de Saint-Grégoire n°48, 2015-16/VI.
- Quatre orgues à Bruxelles, in : Le Courrier de Saint-Grégoire n°50, 2015-16/VIII.
- L'orgue Pierre Schyven de l'église Saint-Nicolas à Mons, in : Le Courrier de Saint-Grégoire n°57, 2016-17/VI.
- La restauration de l'orgue de la Collégiale Sainte-Waudru à Mons, in : Le Courrier de Saint-Grégoire n°65, 2017-18/V.
- L'orgue Ducroquet de la cathédrale Notre-Dame à Tournai, in : Le Courrier de Saint-Grégoire n°71, 2018-19/II.
- L'orgue Hippolyte Loret de l'église Notre-Dame-du-Finistère à Bruxelles, in : Le Courrier de Saint-Grégoire n°72, 2018-19/III.
- L'orgue de l'église Saint-Barthélémy à Mouscron, in : Le Courrier de Saint-Grégoire n°75, 2018-19/VI.
- L'orgue Maximilien Van Peteghem de Tourpes, in : Le Courrier de Saint-Grégoire n°99, 2021-2022/IV.
- Un voyage à Paris, in : Le Courrier de Saint-Grégoire n°125, 2024-25/VI[36].

#### Facteur d'orgues
- Et le souffle se fit parure : une évocation de Rudi Jacques, facteur d'orgues, in : Le Courrier de Saint-Grégoire n°121, 2024-25/II[37].

### Esthétique

#### Éditoriaux
- La Mémoire du monde, in : Le Courrier de Saint-Grégoire n°92, 2020-21/V.
- Le charme des voix siréniques, in : Le Courrier de Saint-Grégoire n°47, 2015-16/V.
- L'artiste invisible, in : Le Courrier de Saint-Grégoire n°64, 2017-18/IV.
- Magna misce ou l'Esprit de notre Temps, in : Le Courrier de Saint-Grégoire n°74, 2018-19/ V.
- Artiste et artisan, une symbiose désaccordée ?, in : Le Courrier de Saint-Grégoire n°121, 2024-25/II.
- L'envol des Anges musiciens, in : Le Courrier de Saint-Grégoire n°122, 2024-25/III.

#### Articles
- Anciens et modernes : une question toujours actuelle, in : Le Courrier de Saint-Grégoire n°52, 2016-17/I.
- Entre tradition et modernité : la place de l'interprète, in : Le Courrier de Saint-Grégoire n°76, 2018-19/VII.
- La valse et sa métamorphose, in : Le Courrier de Saint-Grégoire n°73, 2018-19/IV.
- Les résonances séraphiques ou l'univers franckien, in : Le Courrier de Saint-Grégoire n°104, 2022-23/I.
- Stravinsky et la modernité, in : Le Courrier de Saint-Grégoire n°97, 2021-22/II[38].
- Opéra et scénographie : la quête de l'Unitas multiplex, in : Le Courrier de Saint-Grégoire n°114, 2023-24/III[39].
- Intelligence Artificielle et musique : aurore ou crépuscule ?, in : Le Courrier de Saint-Grégoire n°115, 2023-24/IV[40].
- Le moment fauréen ou la quête de "l'ineffabilis musica", in : Le Courrier de Saint-Grégoire n°118, 2023-24/VII[41].
- Écouter les couleurs : une histoire esthétique de la synesthésie, in : Le Courrier de Saint-Grégoire n°127, 2024-25/VIII[42].

### Musique sacrée, spiritualité, liturgie
- Musique, foi et contemplation, in : Le Courrier de Saint-Grégoire n°81, 2019-20/II.
- Le répertoire de Saint-Séverin, in : Le Courrier de Saint-Grégoire n°64, 2017-18/IV.
- La conférence de Notre-Dame d'Olivier Messiaen, in : Le Courrier de Saint-Grégoire n°78, 2018-19/IX.
- Et ils virent le Ciel descendre sur la Terre, in : Le Courrier de Saint-Grégoire n°108, 2022-23/V.
- Le chant de l'orthodoxie, in : Le Courrier de Saint-Grégoire n°108, 2022-23/V.
- Christian Villeneuve : vers une réassomption de la musique liturgique ?, in : Le Courrier de Saint-Grégoire n°122, 2024-25/III[43].

### Enseignement

#### Rencontre avec les professeurs de l'Académie de Musique Saint-Grégoire
- Angelo Abiuso, professeur de formation musicale, in : Le Courrier de Saint-Grégoire n°54, 2016-17/III.
- Olivia Afendulis, professeur de clavecin, in : Le Courrier de Saint-Grégoire n°115, 2023-24/IV[40].
- Fabienne Alavoine, professeur de clavecin, in : Le Courrier de Saint-Grégoire n°31, 2014/15/II.
- Madeleine Cordez, professeur d'orgue et d'histoire de la musique, in : Le Courrier de Saint-Grégoire n°74, 2018-19/V[44].
- Christophe Dangreau, professeur d'écriture in : Le Courrier de Saint-Grégoire n°66, 2017-18/VI.
- Éric Dujardin, professeur de chant, in : Le Courrier de Saint-Grégoire n°20, 2013-14/III.
- Pascaline Flamme, professeur d'orgue, in : Le Courrier de Saint-Grégoire n°102, 2021-22/VII.
- Momoyo Kokubu, professeur d'orgue, in : Le Courrier de Saint-Grégoire n°92, 2020-21/V.
- Virginie Malfait, professeur de chant, in : Le Courrier de Saint-Grégoire n°83, 2019-20/IV.
- Thibaut Pruvot, professeur d'écriture et d'analyse musicale, in : Le Courrier de Saint-Grégoire n°123, 2024-25/IV[45].
- Arnaud Van de Cauter, professeur d'orgue, in : Le Courrier de Saint-Grégoire n°44, 2015-16/II.

### Pédagogie
- L'écriture musicale : entre transcription et folklore, in : Le Courrier de Saint-Grégoire n°39, 2014-15/X.

### Revue éditoriale
- L'homme qui jouait de l'orgue (Bertrand Ferrier), in : Le Courrier de Saint-Grégoire n°69, 2017-18/IX.
- La Rencontre de Lübeck (Gilles Cantagrel), in : Le Courrier de Saint-Grégoire n°70, 2028-19/I.
- Daniel Roth, Grand chœur, in : Le Courrier de Saint-Grégoire n°87, 2019-20/VIII[46].
- Solesmes et les musiciens : les grands organistes, t. IV (Patrick Hala, o.s.b.), in Le Courrier de Saint-Grégoire n°113, 2023-24/II[15].
- Les orgues de Wallonie – Carnets du Patrimoine n°178, in : Le Courrier de Saint-Grégoire n°122, 2024-25/III.
- Les Alpes et les compositeurs (Dominique Huybrechts), in : Le Courrier de Saint-Grégoire n°123, 2024-25/IV.

### Peinture
- À la découverte de Pourbus l'Ancien (Séminaire Épiscopal de Tournai), in : Le Courrier de Saint-Grégoire n°43, 2015-16/I.
- L'éducation religieuse de la Vierge Marie, un tableau méconnu de François-Joseph Navez (église Saint-Pierre à Antoing), in : Le Courrier de Saint-Grégoire n°16, 2012-13/IX.